# كارل بارتون
كارل بارتون (بالإنجليزية: Karl Barton) هو دراج بريطاني، ولد في 17 يوليو 1937 في برمنغهام في المملكة المتحدة.

## وصلات خارجية
- كارل بارتون على موقع أرشيف الدراجات (الإنجليزية)
- كارل بارتون على موقع أوليمبيديا (الإنجليزية)
- كارل بارتون على موقع اللجنة الأولمبية البريطانية (الإنجليزية)